# Nabucco
Nabucco é uma ópera em quatro atos de Giuseppe Verdi, com libreto de Temistocle Solera, escrita em 1842. A ação da ópera conta a história do rei Nabucodonosor II da Babilônia. Foi escrita durante a época da ocupação austríaca no norte da Itália e, por meio da várias analogias, suscitou o sentimento nacionalista italiano. O Coro dos Escravos Hebreus, no terceiro ato da ópera (Va, pensiero, sull'ali dorate, "Vai, pensamento, sobre asas douradas") tornou-se uma música-símbolo do nacionalismo italiano da época. Foi estreada, a 9 de março de 1842, no Teatro alla Scala de Milão.

## Personagens
| Nabucco (É o rei da Babilônia que ataca Jerusalém e escraviza o povo hebreu)                                                                             | barítono      |
| Ismael (É o sobrinho de Zacharias, e rei de Jerusalém. Está apaixonado por Fenena)                                                                       | tenor         |
| Zacharia (É o Sumo sacerdote dos hebreus que dá esperança para seu povo quando são perseguidos por Nabucco e os babilônios)                              | baixo         |
| Abigail (É a suposta filha de Nabucco que, quando o seu amor não é correspondido por Ismael, promete se apoderar do trono para ofender a irmã Fenena.)   | soprano       |
| Fenena (É a verdadeira filha de Nabucco. Está apaixonada por Ismael e é forçada a escolher entre o seu amor e a regência, quando da ausência de seu pai) | mezzo-soprano |
| Abdallo (É um velho oficial do Rei Nabuco que tenta lhe restituir o trono)                                                                               | tenor         |
| Anna (É irmã de Zacharia, o sumo sacerdote hebreu) | soprano       |

## Sinopse

### Ato I: "Jerusalém"
A história se passa em Jerusalém e na Babilônia, no século VI a.C.
Nabucco, rei da Babilônia, avança sobre Jerusalém, onde sua filha Fenena foi feita refém. 
Os judeus oram diante do templo de Salomão. O sumo-sacerdote Zacarias entra com Ana, sua irmã, e Fenena, filha de Nabucco (Rei da Babilônia) que está sendo mantida como refém pelos judeus em Jerusalém. 
Zacarias avisa ao povo que Javé não vai abandonar esse povo judeu que está sendo atacado por Nabucco. Ismael, chefe militar e sobrinho do rei de Jerusalém, entra com seus soldados e avisa que Nabucco destruirá tudo.
Zacarias espera que haja um milagre e entrega Fenena a Ismael para que ela tenha sua segurança garantida. Ambos são amantes, e se conheceram na Babilônia. 
Abigail, a outra filha de Nabucco, que também é apaixonada por Ismael, entra conduzindo um exército de assírios para ocupar o templo. Os assírios estão vestidos como judeus. Abigail chantageia Ismael, dizendo que ela salvará seu povo caso ele lhe retribua o amor, mas Ismael não aceita.
Reaparecem os judeus, assustados com a chegada  de Nabucco, que é enfrentado por Zacarias, que o denuncia por blasfêmia e ameaça executar sua filha  Fenena com um punhal. 
Fenenna é entregue a Nabucco por Ismael, que é reprimido pelos judeus. 
Nabucco manda incendiar o templo.

### Ato II: "O Blasfemo"
Palácio de Nabucco, na Babilônia.
Abigail acha um pergaminho no qual é dito que ela é filha de escravos, e não de Nabucco. Jura vingança a ele e a Fenena (verdadeira filha de Nabucco). Entra o Sumo Sacerdote e avisa que Fenena mandou libertar os prisioneiros judeus, e que, devido à traição, Abigail será nomeada herdeira do trono, em vez de Fenena.
Em outro local, Zacarias ora e tenta convencer os assírios a esquecerem seus ídolos. Fenena entra nos aposentos de Zacarias, e este tenta convertê-la. Os levitas entram e encontram Ismael, que fora banido. Zacarias perdoa Ismael, por este ter salvado um judeu - Fenena, agora convertida ao judaísmo. Abdalo, conselheiro do palácio, entra e avisa Fenena dos boatos sobre a morte de Nabucco, e que sua vida está em risco.
Entra o Sumo Sacerdote e proclama a regência de Abigail. É anunciada a sentença de morte aos judeus. Fenena se recusa a entregar o cetro a Abigail. Inesperadamente entra Nabucco, toma a coroa e a coloca em sua cabeça. Nabucco diz que derrotou Baal e Javé, e por isso mesmo não é um rei, é Deus. 
Nesse instante, cai um raio na cabeça de Nabucco, que fica louco. Abigail recupera a coroa.

### Ato III: "A Profecia"
Jardins Suspensos da Babilônia.
Abigail é proclamada regente e é instigada a condenar à morte os judeus, mas, antes disso, Nabucco entra atordoado. Abigail explica que está na função de regente porque o rei está impedido de reinar, e lhe entrega a ordem de execução aos judeus, esperando que ele decrete a morte de Fenena - agora, convertida ao judaísmo. Nabucco assina, mas pergunta sobre o que vai acontecer a Fenena, e Abigail avisa que ela também vai morrer, junto com os outros judeus. Nabucco diz para Abigail que há um pergaminho dizendo que ela não é sua filha e sim uma escrava, mas ela já tem em mãos esse pergaminho e o rasga em pedaços. Nabucco chama os guardas, mas não é atendido. Sem saída, roga clemência a Abigail, que permanece irredutível.
Enquanto isso, os judeus permanecem descansando do trabalho escravo, diante das margens do Eufrates, e cantam relembrando sua pátria perdida (Jerusalém).
Zacarias profetiza  que eles estarão livres do cativeiro em breve, e Javé vai destruir a cidade de Babilônia.

### Ato IV: "O ídolo destruído"
Nabucco está em seus aposentos e ouve o grito de  Fenena. Ao olhar pela janela, vê que Fenena será executada. Ao tentar abrir a porta, dá-se conta de que é prisioneiro. Neste momento, Nabucco implora perdão a Javé, rogando-lhe conversão, juntamente como a seu povo. Ao recuperar a razão, entra Abdalo e se certifica de que Nabucco é novamente ele próprio, e já está com todas as suas faculdades recuperadas. E tenta ajuda-lo a recuperar o trono.
Os carrascos preparam a execução de Zacarias e de seu povo. Fenena é aclamada mártir e, em sua última prece, roga a Javé que a receba no céu. 
Nabucco acaba com a escravidão dos judeus e anuncia que ele próprio agora é um deles. A estátua de Baal, o falso Deus é destruída e Abigail se envenena suicidando, implorando a Ismael que se una novamente a Fenena. 
O povo reconhece o milagre e direciona louvores a Javé sendo Nabucco proclamado Rei dos Reis!